# Marie-Louise Leclerc
Marie-Louise Leclerc (* 4. Juli 1911 in Carouge; † 17. September 2001 in Genf; heimatberechtigt in Genf) war eine Schweizer Architektin.

## Leben
Marie-Louise Leclerc war die Tochter der Künstlerin Louise Leclerc geborene Pouzait. Ihr Vater Antoine Leclerc (1874–1963) war selbständiger Architekt. In den Jahren 1926 bis 1932 erhielt sie Zeichenunterricht an der École des beaux-arts Genève. Im Anschluss nahm sie dort ein Architekturstudium auf. Sie machte ihr Diplom 1935 bei John Torcapel. Nach der Ausbildung war sie im Architekturbüro ihres Vaters als Mitarbeiterin tätig. Im Jahr 1940 wurde sie seine Geschäftspartnerin. 1963 übernahm sie das Büro und betrieb es bis 1979. Marie-Louise Leclerc war als eine der ersten Architektinnen in Genf selbstständig tätig. In der Ausstellung „Frau Architekt. Seit mehr als 100 Jahren: Frauen im Architekturberuf“ 2020 im ZAZ Zentrum Architektur Zürich wurde Marie-Louise Leclerc mit einem Kurzporträt gewürdigt.

## Bauten
Sie realisierte viele Einfamilienhäuser und preisgünstige Mietwohnungen. Zu ihren Projekte gehörten Sanierungen historischer Gebäude. Von ihr sind weiter zwei Mietshäuser in Carouge (1949) und eine Villa in Versoix (1961) bekannt. In Architekturwettbewerben erzielte sie Preise. Mit Anne Torcapel, einer anderen Vorreiterin in diesem Berufszweig, ging sie Projektkooperationen ein. Beide waren am Umbau der „Taverne de la Madeleine“ und an der Erweiterung der Geburtsklinik in Genf beteiligt.

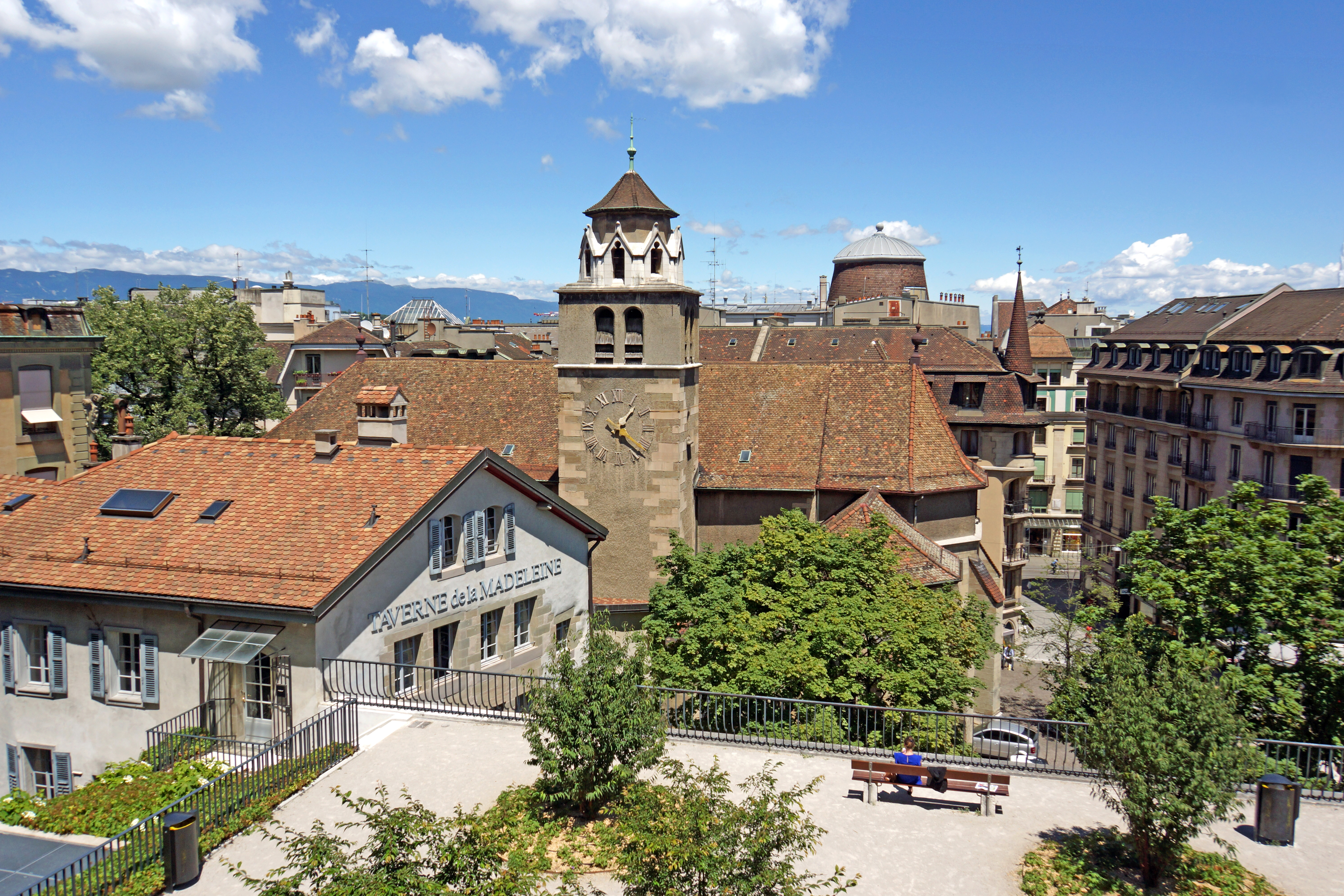
Blick auf die Madeleine-Kirche, im Bildvordergrund die Taverne de la Madeleine

### Taverne de la Madeleine
1945 bis 1948 und 1960er Jahre: Renovierungen und Umbauten eines ursprünglich mittelalterlichen Gebäudes für die Société coopérative antialcoolique d'alimentation (Antialkoholische Lebensmittelgenossenschaft), Rue de Toutes-Ames 20, 1204 Genf, Marie-Louise Leclerc und Anne Torcapel

### Frauenklinik Genf
Planung ab 1944, Realisierung 1950 bis 1956: Erweiterung der Entbindungsstation: Westflügel und Poliklinik, Boulevard de la Cluse 30 (ehem. Rue Alcide-Jentzer 16), 1205 Genf; Marie-Louise Leclerc mit Anne Torcapel und W. Henssler
Das ursprüngliche Gebäude der Genfer Entbindungsstation, das von Adrien Peyrot in den Jahren 1904 bis 1907 gebaut wurde, erhielt nach dem Zweiten Weltkrieg einen Erweiterungsbau. Bemerkenswert ist, dass ein Direktauftrag ohne vorgeschalteten Wettbewerb an zwei Frauen übertragen wurde, die nicht über vergleichbare Referenzen im Gesundheitsbau verfügten. Vielmehr ist bekannt, dass Anne Torcapel gute Kontakte zu verschiedenen Frauen-Netzwerken hatte und schon vorher für Hubert de Watteville, den Leiter der Klinik, gebaut hatte. Marie-Louise Leclerc und Anne Torcapel stellten für das Projekt umfangreiche Recherchen im In- und Ausland sowie bei Fachleuten im Gesundheitswesen an und befragten Patientinnen der Entbindungsstation zu ihren Bedürfnissen. In der Folge wurde der ehemalige Gemeinschafts-Entbindungsraum 1951 durch sechs kleine Räume ersetzt. Erstmals waren es damit möglich, dass die Ehemänner bei der Geburt anwesend sein konnten.

„Genève vient de confier à deux femmes, Mlles Anne Torcapel et Marie-Louise Leclerc, les plans de la nouvelle maternité et chacun s'accorde à reconnaître que leur projet comporte des avantages pratiques extrêmes, aussi bien pour les mères, les nourrissons que pour le personnel soignant.“

„Genf hat gerade zwei Frauen, Miss Anne Torcapel und Marie-Louise Leclerc, mit den Plänen für die neue Entbindungsstation beauftragt, und alle sind sich einig, dass ihr Entwurf extreme praktische Vorteile sowohl für die Mütter, die Säuglinge als auch für das Pflegepersonal mit sich bringt.“

Die Erweiterung der 1950er Jahre musste inzwischen einem weiteren Umbau weichen.

## Mitgliedschaften
- Association des Femmes de Carrières Libérales et Commerciales[1]